# El-justerbart sidespejl
Et el-justerbart sidespejl er et sidespejl på en bil, som er udstyret med en elektromotor til lodret og vandret justering fra bilens kabine.
Glasset på et el-justerbart sidespejl kan også være elektrisk opvarmet for at holde det fri for dug og is.
El-justerbare sidespejle begynder i større omfang at indeholde bilens sideblinklys. Det er bevist, at spejlmonterede blinklys er mere effektive end blinklys monteret i forskærmene.

## Betjening
Normalt benyttes den samme kontrolknap til både venstre og højre sidespejl. Det ønskede spejl vælges ved hjælp af en kontakt, som normalt har en neutral position hvor ingen spejle er valgt, for at forhindre utilsigtede ændringer af spejlindstillingen. Det valgte spejls position justeres herefter ved hjælp af et joystick eller en firevejskontakt. I nogle dyrere biler kan de el-justerbare sidespejles indstilling gemmes sammen med de el-justerbare sæders indstilling.